# Continuidad de los parques
Continuidad de los parques es un cuento del escritor argentino Julio Cortázar (1914-1984). Apareció por primera vez en la segunda edición del libro Final del juego, de Editorial Sudamericana (1964). 
Del género fantástico, invita al lector a introducirse en él. Este cuento se le ocurrió al autor leyendo una novela, imaginó la dualidad.

## Análisis de la obra
Continuidad de los parques es el relato más breve de Cortázar y, en las palabras de Lauro Zavala es «simultáneamente la ficción y la metaficción más estudiada en la historia de la literatura universal». En él, la ficción y la realidad se entrelazan en una historia circular. La estructura del cuento se rompe cuando uno de los personajes en la novela de un lector se introduce en su realidad, creando un efecto de cajas chinas. «"Continuidad de los parques" se manifiesta, en último término, como paradigma de la "obra abierta" susceptible de múltiples lecturas.»
El lector de la novela es una adaptación irónica a la definición de Cortázar de lector pasivo, a quien llama «lector-hembra» y del cual establece que «no quiere problemas sino soluciones, o falsos problemas ajenos que le permiten sufrir cómodamente sentado en su sillón, sin comprometerse en el drama que también debería ser suyo.» Al final del cuento, el drama de los personajes con los que no quiere comprometerse es notoriamente el suyo propio.
El título de la obra se refiere a que contiene tres contextos de lectura o planos de realidad, a los que identifica como "parques". El primero es aquel en el que el lector está inmerso; su "realidad". El segundo es aquel que el lector real lee al principio del cuento, y el tercero es el entorno en el cual transcurre la novela que lee el personaje del cuento.
El cuento está dividido en dos párrafos de 380 y 170 palabras respectivamente. En el primero hay muy poca información mientras que en el segundo hay un exceso, lo que constituye un caso de paralipsis. Hay varias alusiones que parodian el cuento policíaco, tanto en sus reglas como en su lógica.
El cuento inicia introduciéndonos en el mundo de un lector ocasional que se evade de la rutina a través de la lectura. El hacendado huye de sus negocios refugiándose en su estudio para leer. Este espacio no es casual: aquí todo está organizado y cerrado al exterior. La novela tiene el estilo de trama sencilla y personajes realistas que le gustan al lector-hembra y que Cortázar rechaza. La escena final muestra dos amantes en una cabaña planeando un asesinato, creando una atmósfera perturbadora en el cuento dentro del cuento. Las acciones del lector ficticio se describen con verbos, sustantivos y adverbios que transmiten pasividad (descansar, sillón, arrellanado, etc.) mientras que la realidad de los amantes describen una situación tensa y de contrastes (sangre, besos, puñal, etc.) que terminan convidando a la agresión (rechazar, destruir, etc).
El texto presenta una sucesión temporal laberíntica. El lector real comienza la lectura siendo inocente al igual que el personaje. Cuanto más se aproxima al final de la novela y el cuento respectivamente, ambos lectores presienten que sucederá algo terrible. En el último párrafo el lector-personaje se convierte en víctima y el lector real se vuelve culpable por imaginar la muerte del personaje. La falta de cierre del cuento por no haber quien lea la novela hace que el final desaparezca, evidenciando la culpa del lector real, quien se ha vuelto victimario o cómplice de la muerte del personaje a la vez que observa el crimen. Pero se trata a su vez de un doble crimen, puesto que el lector real es también víctima real porque ha desaparecido el fin del cuento, a la vez que es una víctima imaginaria por su propia imaginación. Esta conclusión multiplica las dudas en lugar de desvelar el misterio.
Cuando el lector personaje muere se confunden las dos realidades. Esta muerte representa el fin de «la literatura como objeto de consumo». Este relato representa un ejemplo de Mise en abyme.

## Resumen
La historia comienza con un hombre que vuelve en tren a su finca después de resolver negocios que debían ser atendidos con una gran urgencia, trata con su mayordomo sobre las aparcerías y luego le escribe una carta a su apoderado.
Se sienta en su sillón de terciopelo verde (su preferido) que da la espalda a la puerta y se pone a leer una novela que está a punto de terminar.
La novela trata de una pareja de amantes que se encuentran en una cabaña, él tiene una herida en la cara por una rama, ella lo está esperando. Ella quiere acariciarlo pero él la rechaza porque han premeditado el encuentro para planificar cómo iban a matar a alguien. Buscan coartadas y eliminan posibles errores. Se acerca el anochecer.
Se separan a la salida de la cabaña; ella va para un lado y él para otro, sale corriendo entre los arbustos y los árboles para llegar a una casa. En el camino, los perros no deben ladrar y el mayordomo no debe estar: todo se cumple como lo han planeado. Sube el porche y entra a la casa. Primero una sala azul, luego una galería, una escalera alfombrada y al final dos puertas, no habrá gente en las habitaciones. Una vez que entra en la última habitación con el puñal en la mano, ve a un hombre de espaldas a la puerta sentado en un sillón.
En ese momento el lector (real) se da cuenta de que el hombre en el sillón es la víctima del protagonista de la novela.
Se unen dos historias: La del hombre que lee la novela y la de los amantes que van a matar al marido.